# Lista de reis de Hazor
A seguir é uma lista dos reis que governaram em Hazor (a atual Tel Hazor) desde o período da Idade do Bronze até a Idade do Ferro. Algumas datas de cronologia podem estar incertas.

## Lista de reis
| Rei                | Data de reinado          | Linhagem | Notas               |
| ------------------ | ------------------------ | --- | ------------------- |
| Isiadade (?)       | 1 790 - 1 776 a.C. (?)   | Rei de Catna; Contemporâneo de Hamurabi da Babilônia; Possivelmente um rei em Hazor.                                                                     | [carece de fontes?] |
| Ibniadade          | 1 690 - 1 670 a.C.       | Fez campanhas para conquistar o Levante e a Síria. | [ 1 ]               |
| Reis desconhecidos | 1 600 - 1 500 a.C.       | | [ 1 ]               |
| Jabim I            | 1 510/1 490 - 1 400 a.C. | Batalhou contra Josué na Batalha das Águas de Merom. | [ 1 ]               |
| Iecaenu (?)        | 1 400 - 1 370 a.C. (?)   | |                     |
| Jabim II           | 1 370 - 1 345 a.C.       | Intitulado na Bíblia "rei de Canaã"; Contemporâneo de Abdi-Asirta de Amurru; Foi morto pelos hebreus.                                                    | [ 1 ]               |
| Abdi-Tirsi         | 1 345 - 1 325 a.C.       | Filho de Jabim II (?); Citado nas cartas de Amarna pelas atividades pertubadoras ao se aliar aos habirus e tentar capturar as cidades de Tiro e Assíria. | [ 1 ]               |
| Desconhecido       | 1 325 - 1 300 a.C.       | |                     |

A partir daí, outros reis com nomes desconhecidos reinam até 1 000 a.C., e em 733 a.C. Hazor é destruído pelos assírios de Tiglate-Pileser III, levando seu povo ao exílio.[carece de fontes?]